# Solituderennen 1962
Solituderennen 1962 je bila štirinajsta neprvenstvena dirka Formule 1 v sezoni 1962. Odvijala se je 15. julija 1962 na dirkališču Solitudering.

## Dirka
| Poz | Dirkač                  | Moštvo                            | Konstruktor     | Čas/Odstop      | Št. mesto |
| --- | ----------------------- | --------------------------------- | --------------- | --------------- | --------- |
| 1   | Dan Gurney              | Porsche System Engineering        | Porsche         | 1.45:37.2       | 2         |
| 2   | Jo Bonnier              | Porsche System Engineering        | Porsche         | + 1:47.1 s      | 3         |
| 3   | Trevor Taylor           | Team Lotus                        | Lotus-Climax    | + 3:55.1 s      | 4         |
| 4   | Ian Burgess             | Anglo-American Equipe             | Cooper-Climax   | 24 krogov       | 7         |
| 5   | Carel Godin de Beaufort | Ecurie Maarsbergen                | Porsche         | 23 krogov       | 8         |
| 6   | Gerhard Mitter          | Ecurie Filipinetti                | Lotus-Climax    | 23 krogov       | 14        |
| 7   | Heinz Schiller          | Ecurie Filipinetti                | Porsche         | 23 krogov       | 11        |
| 8   | Bernard Collomb         | Bernard Collomb                   | Cooper-Climax   | 19 krogov       | 12        |
| Ods | Jim Clark               | Team Lotus                        | Lotus-Climax    | Trčenje         | 1         |
| NC  | Günther Seiffert        | Autosport Team Wolfgang Seidel    | Lotus-Climax    | 18 krogov       | 13        |
| Ods | Tony Settember          | Emeryson Cars                     | Emeryson-Climax | Puščanje olja   | 9         |
| Ods | Tony Marsh              | Tony Marsh                        | BRM-Climax      | Sklopka         | 6         |
| Ods | Kurt Kuhnke             | Autosport Team Wolfgang Seidel    | Lotus-Climax    | Motor           | 10        |
| Ods | Jo Siffert              | Ecurie Filipinetti                | Lotus-BRM       | El. sistem      | 5         |
| DNS | John Campbell-Jones     | Emeryson Cars                     | Emeryson-Climax | Trčenje         | -         |
| WD  | Peter Arundell          | Team Lotus                        | Lotus-Climax    | Brez dirkalnika | -         |
| WD  | Nino Vaccarella         | Scuderia SSS Republica di Venezia | Porsche         |                 | -         |
| WD  | Carlo Abate             | Scuderia SSS Republica di Venezia | Porsche         |                 | -         |
| WD  | Innes Ireland           | UDT Laystall Racing Team          | Lotus-Climax    |                 | -         |
| WD  | Masten Gregory          | UDT Laystall Racing Team          | Lotus-BRM       |                 | -         |
| WD  | John Surtees            | Bowmaker Racing Team              | Lola-Climax     |                 | -         |
| WD  | Wolfgang Seidel         | Autosport Team Wolfgang Seidel    | Lotus-BRM       | Brez dirkalnika | -         |